# Maximilien de Tour et Taxis
Maximilien Antoine Lamoral, prince héritier de Thurn und Taxis (né le 28 septembre 1831 à Ratisbonne - décédé le 26 juin 1867 à Ratisbonne).

## Biographie
Maximilien est le troisième enfant du prince Maximilian Karl von Thurn und Taxis (de) et de sa première épouse née baronne Wilhelmine de Dörnberg. 
Le 24 août 1858, il épouse à Possenhofen la duchesse Hélène en Bavière, cousine utérine du roi Maximilien II de Bavière et sœur de l'impératrice Élisabeth d'Autriche, dont il aura quatre enfants. 
Ce mariage ne se fit pas sans difficulté puisque le roi Maximilien II de Bavière refusa tout d'abord à sa cousine le droit d'épouser un prince n'appartenant pas à une maison royale. 
Cependant, la duchesse Hélène reçut un soutien important de la part de son beau-frère et de sa sœur, l'empereur François-Joseph Ier d'Autriche et l'impératrice Élisabeth (« Sissi »). 
En effet, cinq ans plus tôt, la duchesse Hélène avait été pressentie pour épouser le jeune empereur. Au prétexte de célébrer l'anniversaire du jeune souverain, elle s'était donc rendue à Ischl, résidence d'été de la famille impériale, chaperonnée par sa mère la duchesse Ludovica mais aussi en compagnie de sa sœur, la jeune Élisabeth âgée de quinze ans.  François-Joseph devait profiter des festivités pour annoncer ses fiançailles avec sa cousine. C'était en fait un secret de polichinelle, l'empereur cherchant ouvertement à se marier et ayant été refusé récemment par la cour de Prusse.
Cependant, il tomba éperdument amoureux de la sœur de sa promise, la jeune Élisabeth, et négligeant sa parole - ou du moins celle de sa mère - demanda Élisabeth en mariage. Celle-ci ne put refuser et le mariage eut lieu au printemps 1854.
La jeune impératrice, à peine sortie de l'adolescence et précipitée sans y être préparée dans le monde des adultes mais aussi de la politique fut très malheureuse. De plus, elle culpabilisa d'avoir ainsi pris la place de sa sœur, d'autant plus qu'Hélène, « désavouée », avait toutes les chances de demeurer célibataire. En effet, elle ne pourrait trouver un parti plus enviable dans le monde catholique.
C'est sans doute pourquoi, sans préjuger des sentiments que nourrissaient les deux jeunes gens, l'empereur -- d'habitude fort sourcilleux sur la qualité des conjoints  (Cf; le mariage de l'archiduc héritier en 1900 avec Sophie Chotek) -- poussa son cousin bavarois à faire preuve de largeur d'esprit, voire de grandeur d'âme. Il est vrai également que la famille de Tour et Taxis, richissime, menait un train royal.
Bien que la princesse Hélène se plaignit parfois du manque de fantaisie de sa vie à Ratisbonne, le mariage fut harmonieux et le couple eut quatre enfants : 
- Louise (1859-1948) épouse en 1875 Frédéric de Hohenzollern-Sigmaringen,
- Élisabeth (1860-1881 épouse en 1877 Michel de Portugal, duc de Bragance (1853-1927) prétendant au trône de Portugal,
- Maximilien (1862-1885) (de) sans alliance
- Albert (1867-1952), épouse en 1890 Marguerite d'Autriche.

Le prince Maximilien décéda d'une infection rénale à l'âge de 35 ans, laissant la princesse désespérée. Il lui avait confié la gestion de sa fortune et l'éducation de ses enfants, preuve tangible de l'affection et de la confiance qu'il lui portait.